# 李公寿
李 公寿（イ・ゴンス、1059年 - 1137年）は、高麗の政治家。字は元老、諡号は文忠、本貫は仁川李氏。

## 人物
1086年に科挙に及第し、直翰林院を経て、西京留守判官となり、睿宗の行幸にあたって民の負担を軽減することに尽力したことを称賛され、兵部侍郎となる。1124年に参知政事、ついで中書侍郎平章事となった。李資謙の乱の平定により、推忠衛社功臣の称号を授けられ、開府儀同三司、門下侍中、上柱国に任じられた。1131年には同徳功臣の称号を授けられて致仕した。